# Electro hop
Electro hop é um estilo musical que mescla o electro, electroclash, electropop, electronica, ou a techno com hip hop.